# Accademia Vivarium Novum
L'académie Vivarium Novum (en italien, Accademia Vivarium Novum), est une université installée dans la Villa Falconieri à Rome. Cette université est la seule au monde où l'on ne parle que latin et, dans une moindre mesure, grec ancien, dans le but de donner un cursus complet d'humanités.
Fondée en 1998 par Luigi Miraglia ,, latiniste italien, l'Académie se donne pour but de dispenser une formation humaniste, inspirée de la Renaissance. 

## Fonctionnement
L'université prodigue gratuitement ses cours sur une année scolaire à cinquante élèves aux profils variés ; le fonctionnement est financé par le mécénat, et par des stages payants de latin intensif donnés l'été.
L'apprentissage du latin se base principalement sur les ouvrages de Hans Ørberg, et sa méthode dite « méthode naturelle », ou « méthode directe  ».

## Ensemble musical
L'Académie dispose d'un ensemble composé d'étudiants, nommé Tyrtarion (la). Pour une meilleure compréhension de la rythmique latine, il met spécifiquement en musique des textes de poésie antique en respectant la métrique du texte.